# BIGFLO
BIGFLO (hangul: 빅플로) är ett sydkoreanskt pojkband bildat år 2014 av HO Company.
Gruppen består av de sju medlemmarna Jungkyun, Euijin, Sungmin, Ron, Yuseong, Lex och HighTop.

## Karriär
I början av juni 2014 meddelade skivbolaget HO Company bildandet av det nya pojkbandet BIGFLO, bestående av de fem originalmedlemmarna Jeong-kyun, Ron, Yoo-sung, Z-UK och HighTop. Medlemmarna var själva med och skrev låtar till sitt debutalbum. Den 19 juni 2014 släpptes den första teasern från musikvideon tillhörande gruppens debutsingel "Delilah", och samma dag framträdde gruppen med hela låten live i musikprogrammet M! Countdown på TV-kanalen Mnet. Den 23 juni 2014 släpptes singeln med hela musikvideon, samt gruppens debutalbum med titeln First Flow. I augusti 2014 rapporterades det att gruppmedlemmen HighTop skulle spela rollen som en nordkoreansk avhoppare i situationskomedin Boarding House #24 på TV-kanalen MBC.
Den 18 november 2014 släpptes teasern för musikvideon till gruppens andra singel "Bad Mama Jama". Den 25 november 2014 släpptes singeln med hela musikvideon, samt gruppens andra album med titeln Second Flow. I början av december slog sig albumet in bland topp-10 på den nationella albumlistan Gaon Chart. Den 23 april 2015 framträdde gruppen i Japan i samband med ett specialavsnitt av M! Countdown på Mnet. Den 1 oktober 2015 återvände BIGFLO med teasern för musikvideon till gruppens tredje singel "Obliviate". Den 8 oktober 2015 släpptes singeln med hela musikvideon, samt gruppens tredje album med titeln Incant. De framträdde samma dag live med låten i M! Countdown.
Sedan juni 2016 framträder BIGFLO med 5 medlemmar istället medan gruppens ledare Jeong-kyun genomgår värnplikt. Under denna period är Z-UK temporärt gruppens ledare.

## Medlemmar
| Artistnamn   | Artistnamn | Födelsenamn     | Födelsenamn | Födelsedatum     | Medlemstid |
| Romanisering | Hangul     | Romanisering    | Hangul      | Födelsedatum     | Medlemstid |
| Nuvarande    | Nuvarande  | Nuvarande       | Nuvarande   | Nuvarande        | Nuvarande  |
| ------------ | ---------- | --------------- | ----------- | ---------------- | ---------- |
| Jungkyun     | 정균       | Jung Jung-kyun  | 정정균      | 27 november 1987 | 2014-idag  |
| Euijin       | 의진       | Lee Eui-jin     | 이의진      | 15 februari 1990 | 2017-idag  |
| Sungmin      | 성민       | Oh Sung-min     | 오성민      | 31 december 1990 | 2017-idag  |
| Ron          | 론         | Cheon Byung-hwa | 천병화      | 22 januari 1991  | 2014-idag  |
| Yuseong      | 유성       | Jung Yu-seong   | 정유성      | 8 oktober 1992   | 2014-idag  |
| Lex          | 렉스       | Jeon Hyung-min  | 전형민      | 11 januari 1993  | 2017-idag  |
| HighTop      | 하이탑     | Lim Hyun-tae    | 임현태      | 19 mars 1994     | 2014-idag  |
| Tidigare     |            |                 |             |                  |            |
| Kichun       | 기천       | Hwang Ki-chun   | 황기천      | 14 mars 1992     | 2015-2016  |
| Z-UK         | 지욱       | Jung Jae-wook   | 정재욱      | 27 januari 1993  | 2014-2016  |

## Diskografi

### Album
| Albuminformation                                  | Topplacering          | Topplacering   |
| Albuminformation                                  | Sydkorea (Gaon Chart) | Japan (Oricon) |
| ------------------------------------------------- | --------------------- | -------------- |
| Koreanska                                         |                       |                |
| First Flow (EP-skiva) - Släppt: 23 juni 2014      | 27                    | —              |
| Second Flow (EP-skiva) - Släppt: 25 november 2014 | 10                    | —              |
| Incant (EP-skiva) - Släppt: 8 oktober 2015        | 16                    | —              |
| Stardom (EP-skiva) - Släppt: 15 februari 2017     | —                     | —              |
| Japanska                                          |                       |                |
| 1,2,3,4 (EP-skiva) - Släppt: 16 mars 2016         | —                     | —              |

### Singlar
| År        | Titel                | Topplacering          | Topplacering   |
| År        | Titel                | Sydkorea (Gaon Chart) | Japan (Oricon) |
| --------- | -------------------- | --------------------- | -------------- |
| Koreanska |                      |                       |                |
| 2014      | "Delilah"            | —                     | —              |
| 2014      | "Bad Mama Jama"      | —                     | —              |
| 2015      | "We, Now"            | —                     | —              |
| 2015      | "Obliviate"          | —                     | —              |
| 2015      | "My Answer Is"       | —                     | —              |
| 2017      | "Stardom"            | —                     | —              |
| Japanska  |                      |                       |                |
| 2015      | "Delilah (Jpn Ver.)" | —                     | 17             |
| 2016      | "1,2,3,4"            | —                     | 19             |